# Het Familiediner
Het Familiediner is een programma van de Evangelische Omroep (EO). Het programma wordt gepresenteerd door Bert van Leeuwen en wordt uitgezonden op NPO 1.
In het programma helpt presentator en mediator Bert van Leeuwen gebroken families de eerste stap te zetten om tot elkaar te komen. Het gemiddelde kijkcijfer ligt rond de 1,4 miljoen kijkers.

## Achtergrond
Het programma werd de eerste twee jaren gepresenteerd door Margje Fikse vanuit de studio, maar pas na de overname door Van Leeuwen in 2003 werd het programma in de huidige vorm gegoten en werd de uitzending tevens verlengd naar drie kwartier. Vanaf 2009 bestaat het programma alleen nog maar uit verschillende reportages.
Van Leeuwen gaat op pad om beide partijen afzonderlijk op te zoeken en hen hun kant van het verhaal te laten vertellen. Dan volgt er een zoektocht naar wat er nu eigenlijk is misgegaan en hoe het eventueel weer goed kan komen. Ondertussen bereidt de chef-kok van het Familiediner, Prins van den Bergh (eerder vervulden Sandra Ysbrandy, Ben van Beurten, Leon Ribbens en Lisette Bossert die rol), samen met de aangever het familiediner. Dit diner vindt plaats in een restaurant dat door de aangever wordt uitgekozen. De grote vraag is of de familieleden verschijnen op het diner. Met de limousine worden de gasten opgehaald voor het diner: stappen ze in de limousine en zijn ze bereid de eerste stap tot elkaar te zetten?
In 2024 werden ook families herenigd die elkaar een tijd niet meer hadden gezien of mensen verrast die iets wilden vieren, maar dit niet zonder hulp konden doen. Dit element kreeg veel kritiek, men vond dit niet passen in het programma. Het seizoen werd hierdoor tevens veel minder goed bekeken dan de voorgaande seizoenen. Ook de kijkers waren niet blij met dit nieuwe element. Ze vonden het programma hierdoor meer lijken op All You Need Is Love. Hierdoor haakten ze massaal af.Desondanks kwam er in 2025 toch weer een nieuw seizoen en bleef dit nieuwe element daarin behouden.